# المنتخب الأردني للريشة الطائرة
المنتخب الوطني الأردني للريشة الطائرة (بالإنجليزية: Jordan national badminton team)‏ يمثل الأردن في منافسات فرق الريشة الطائرة الدولية. ينظم المنتخب بواسطة اتحاد الأردن للريشة الطائرة، وهو الهيئة التنظيمية لرياضة الريشة الطائرة في الأردن. شاركت الأردن في بطولة آسيا للريشة الطائرة.
شارك أيضًا فريق الناشئين الأردني في بطولة آسيا للريشة الطائرة للناشئين عام 2011. تم إقصاء الفريق في مراحل المجموعات.

## تاريخ
تم إدخال رياضة الريشة الطائرة إلى الأردن في أوائل التسعينات. تأسست جمعية الأردن للريشة الطائرة في عام 1993. بعد ذلك، قامت الجمعية الوطنية بإرسال لاعبيها للمشاركة في بطولة العرب للريشة الطائرة ودورة الألعاب العربية.

## فريق الرجال
فاز فريق الرجال الأردني بالميدالية البرونزية في فعالية فرق الرجال في ألعاب البان العربية عام 2007

## فريق النساء
فاز فريق النساء الأردني في المركز الثالث في بطولة فرق النساء في ألعاب البان العربية عام 2007 بعد إنتهاء البطولة الدورية التجمعية.

## سجل المنافسات
انظر أيضًا:كرة الريشة في دورة الألعاب العربية
| السنة | النتيجة                    |
| ----- | -------------------------- |
| 1999  | مرحلة المجموعات            |
| 2004  | مرحلة المجموعات            |
| 2007  | الثالث\|الرابع في المجموعة |

| السنة | النتيجة                    |
| ----- | -------------------------- |
| 1999  | مرحلة المجموعات            |
| 2007  | الثالث\|الرابع في المجموعة |

## سجل المنافسات لفئة الناشئين
بطولة آسيا لفرق الناشئين
| السنة | النتيجة         |
| ----- | --------------- |
| 2011  | مرحلة المجموعات |

## اللاعبون
الفريق الحالي
| الاسم                  | سنة الميلاد والعمر      | تصنيف MS | تصنيف MD | تصنيف XD |
| ---------------------- | ----------------------- | -------- | -------- | -------- |
| بهاء الدين أحمد الشنيك | 18 يوليو 1997 (25 سنة)  | 89       | -        | 209      |
| أيهم عبد الدين         | 23 مايو 1998 (25 سنة)   | 1241     | 647      | -        |
| عز الدين أبو عرة       | 12 مايو 2003 (20 سنة)   | 1241     | 647      | -        |
| قصي الظواهرة           | 20 سبتمبر 2005 (17 سنة) | 1241     | 647      | 891      |
| سيف أبو عيد            | 3 سبتمبر 2005 (17 سنة)  | 1241     | 647      | 891      |

| الاسم             | سنة الميلاد والعمر     | تصنيف WS | تصنيف WD | تصنيف XD |
| ----------------- | ---------------------- | -------- | -------- | -------- |
| دموع عمرو         | 19 مارس 1998 (25 سنة)  | 246      | -        | 209      |
| مريم أبو عرة      | 7 نوفمبر 2007 (15 سنة) | 532      | 730      | 891      |
| مرح عمر           | 8 فبراير 2007 (16 سنة) | 532      | 730      | 891      |
| ياسمين حمودة      | 10 مايو 2000 (23 سنة)  | -        | -        | -        |
| حنين ضرار الوديان | 27 مارس 1997 (26 سنة)  | -        | -        | -        |